# Lua a Fuleheu
Lua a Fuleheu (auch Luaʻafuleheu, Luaafuleheu und Tuoola) ist eine unbewohnte Insel in der tonganischen Inselgruppe Vavaʻu.

## Geographie
Lua a Fuleheu ist ein Motu im Südosten von Vavaʻu. Sie liegt zwischen Lua Hiapo, Lua Loli, und Kaihifahifa.

## Klima
Das Klima ist tropisch heiß, wird jedoch von ständig wehenden Winden gemäßigt. Ebenso wie die anderen Inseln der Vavaʻu-Gruppe wird Lua a Fuleheu gelegentlich von Zyklonen heimgesucht.